# Iksza
Iksza (ros. Икша) – osiedle typu miejskiego w Rosji, w obwodzie moskiewskim. W 2020 roku liczyło 4043 mieszkańców.